# 3月27日 (旧暦)
旧暦3月27日は旧暦3月の27日目である。六曜は大安である。

## できごと
- （ユリウス暦1392年4月19日） - 李成桂が李氏朝鮮を建国
- 寛文11年（グレゴリオ暦1671年5月6日） - 仙台藩の内紛・伊達騒動を幕府が裁断
- 元禄2年（グレゴリオ暦1689年5月16日） - 松尾芭蕉が弟子の河合曾良とともに『奥の細道』の旅に出発
- 安政元年（グレゴリオ暦1854年4月24日） - 吉田松陰が、下田に碇泊中のアメリカの黒船に密航を求めるが拒絶される
- 元治元年（グレゴリオ暦1864年5月2日） - 天狗党の乱。水戸藩の尊攘派・藤田小四郎が筑波山で挙兵

## 忌日
- 永徳3年/弘和3年（ユリウス暦1383年4月30日） - 懐良親王、後醍醐天皇の皇子（* 1329年）
- 寛文4年（グレゴリオ暦1664年4月23日） － 水野十郎左衛門、旗本（* 1630年）
- 寛文11年（グレゴリオ暦1671年5月6日） - 原田甲斐、仙台藩重臣（* 1619年）
- 天保8年（グレゴリオ暦1837年5月1日） - 大塩平八郎、大坂町奉行所与力（* 1793年）
- 天保14年（グレゴリオ暦1843年4月26日） - 香川景樹、歌人・国学者（* 1768年）